# Муренозавр
Муренозавр (лат. Muraenosaurus) — род позднеюрских плезиозавров, обитавших на территории современной Европы. Останки найдены в Англии, Франции, России. Животные достигали в длину до 5,2 метров и вели хищный образ жизни, питаясь в основном рыбой.

## Галерея

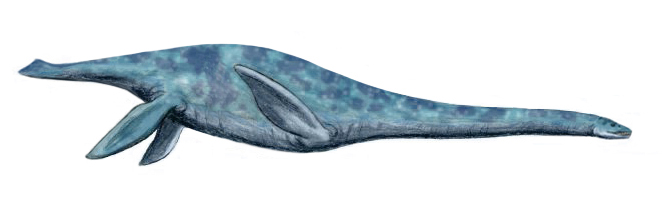
Muraenosaurus leedsi
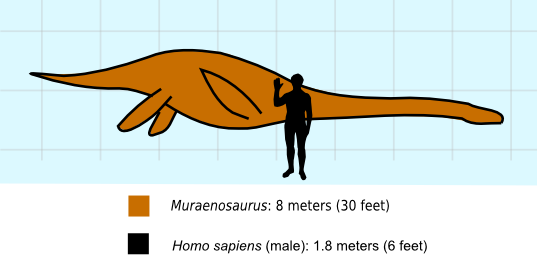
Муренозавр в сравнении с человеком
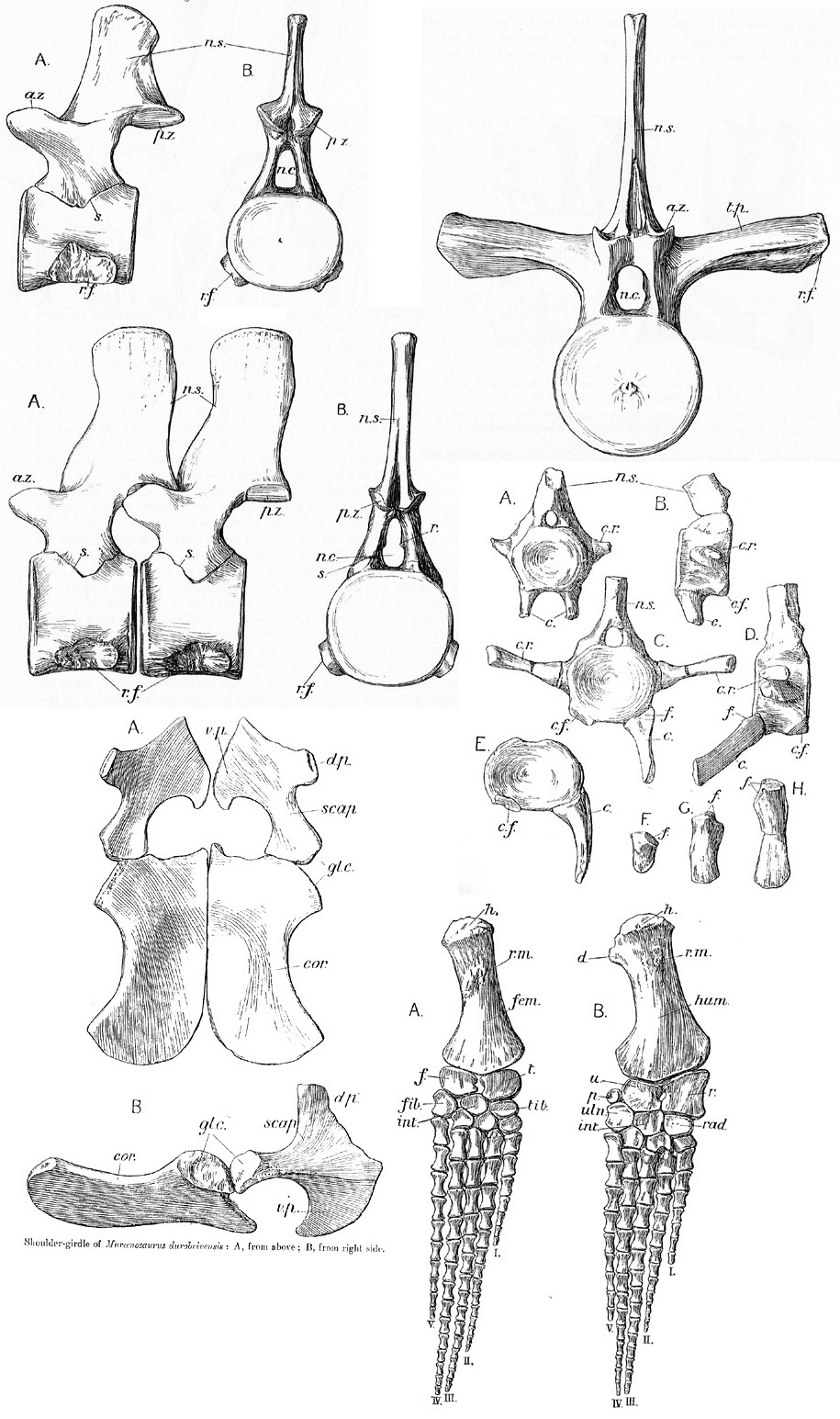
Кости Muraenosaurus beloclis